# State Farm
State Farm é um grupo de companhias de seguro e serviços financeiros, localizada nos Estados Unidos, com sede em Bloomington, Illinois. O principal negócio do grupo é o State Farm Mutual Automobile Insurance Company, uma firma seguradora que também comanda as outras empresas da companhia. A State Farm é listada na posição #36, em 2018, da Fortune 500 entre as maiores corporações dos Estados Unidos em termos de lucros líquidos.